# Espagne au Concours Eurovision de la chanson 1993
L'Espagne a participé au Concours Eurovision de la chanson 1993 le 15 mai à Millstreet, en Irlande. C'est la 33e participation espagnole au Concours Eurovision de la chanson.
Le pays est représenté par la chanteuse Eva Santamaría et la chanson Hombres, sélectionnées en interne par la TVE.

## Sélection interne
Le radiodiffuseur espagnol, Televisión Española (TVE), choisit en interne l'artiste et la chanson représentant l'Espagne au Concours Eurovision de la chanson 1993.
| Artiste        | Chanson | Langue   | Traduction |
| -------------- | ------- | -------- | ---------- |
| Eva Santamaría | Hombres | Espagnol | Hommes     |

Lors de cette sélection, c'est la chanson Hombres, interprétée par Eva Santamaría, qui fut choisie. Le chef d'orchestre sélectionné pour l'Espagne à l'Eurovision 1993 est Eduardo Leiva.

## À l'Eurovision

### Points attribués par l'Espagne
| 12 points | Portugal    |
| 10 points | Irlande     |
| 8 points  | Grèce       |
| 7 points  | Pays-Bas    |
| 6 points  | Turquie     |
| 5 points  | Royaume-Uni |
| 4 points  | Malte       |
| 3 points  | Suisse      |
| 2 points  | Italie      |
| 1 point   | Croatie     |

### Points attribués à l'Espagne
| 12 points                    | 10 points  | 8 points | 7 points              | 6 points                      |
| ---------------------------- | ---------- | -------- | --------------------- | ----------------------------- |
|                              | - Finlande | - Malte  | - Croatie             | - Bosnie-Herzégovine - Suisse |
| 5 points                     | 4 points   | 3 points | 2 points              | 1 point                       |
| - Belgique - Chypre - Italie |            |          | - Autriche - Slovénie | - Israël - Norvège            |

Eva Santamaría interprète Hombres en 22e position lors de la soirée du concours, suivant la Croatie précédant Chypre.
Au terme du vote final, l'Espagne termine 11e sur 25 pays participants, ayant reçu 58 points au total,.